# Quai du Louvre
Le quai du Louvre est un quai situé le long de la Seine, à Paris, dans le 1er arrondissement.

## Situation et accès
Le quai du Louvre commence au pont Neuf et 1, rue de la Monnaie et finit rue de l'Amiral-de-Coligny et quai François-Mitterrand.
Les véhicules y circulent en sens unique de l'ouest vers l'est. La voie Georges-Pompidou, aujourd'hui (2022) fermée à la circulation automobile, passe en contrebas de ce quai.
Le quartier est desservi par la ligne 7 du métro à la station Pont-Neuf.

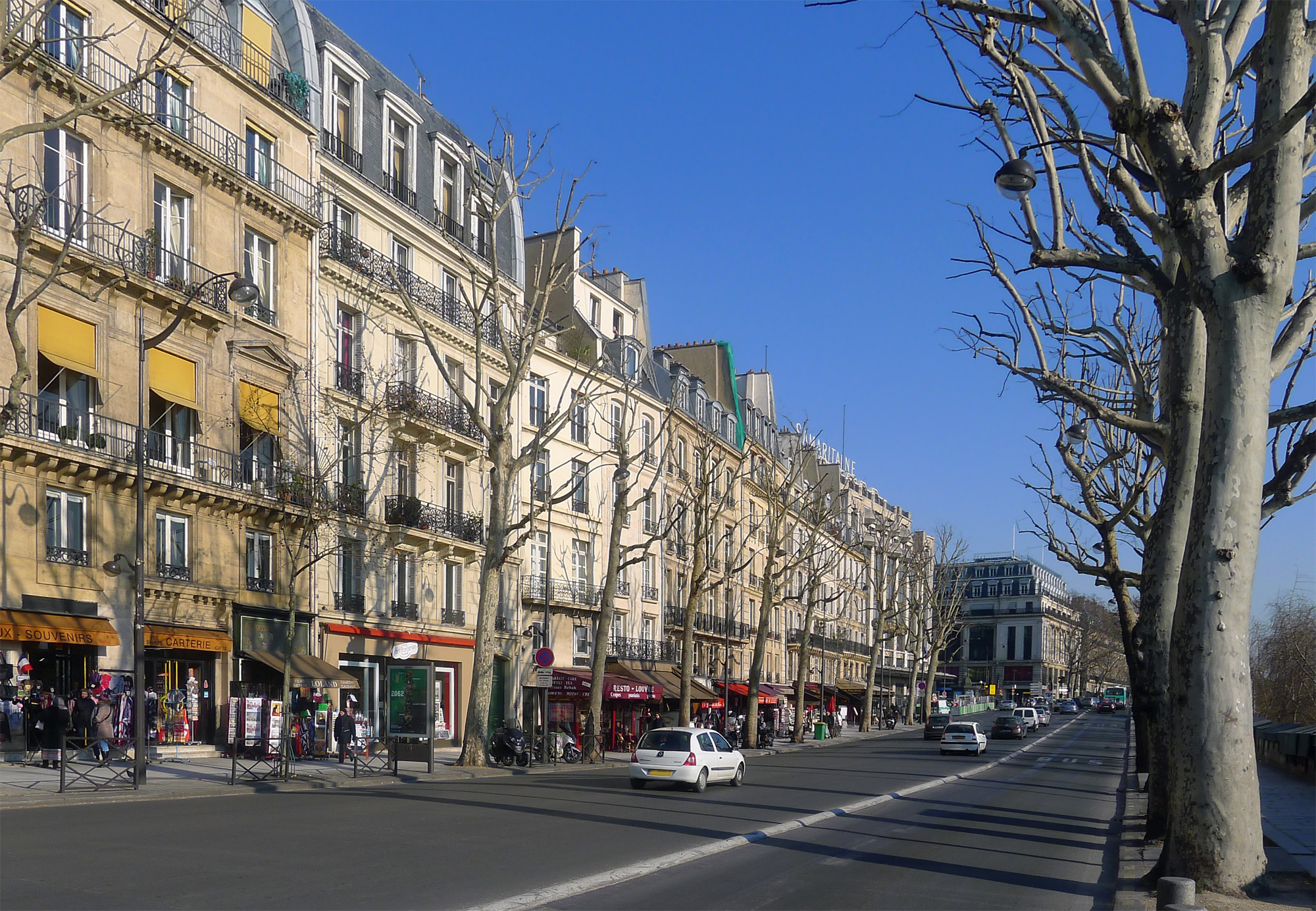
Le quai du Louvre vu depuis le quai François-Mitterrand.
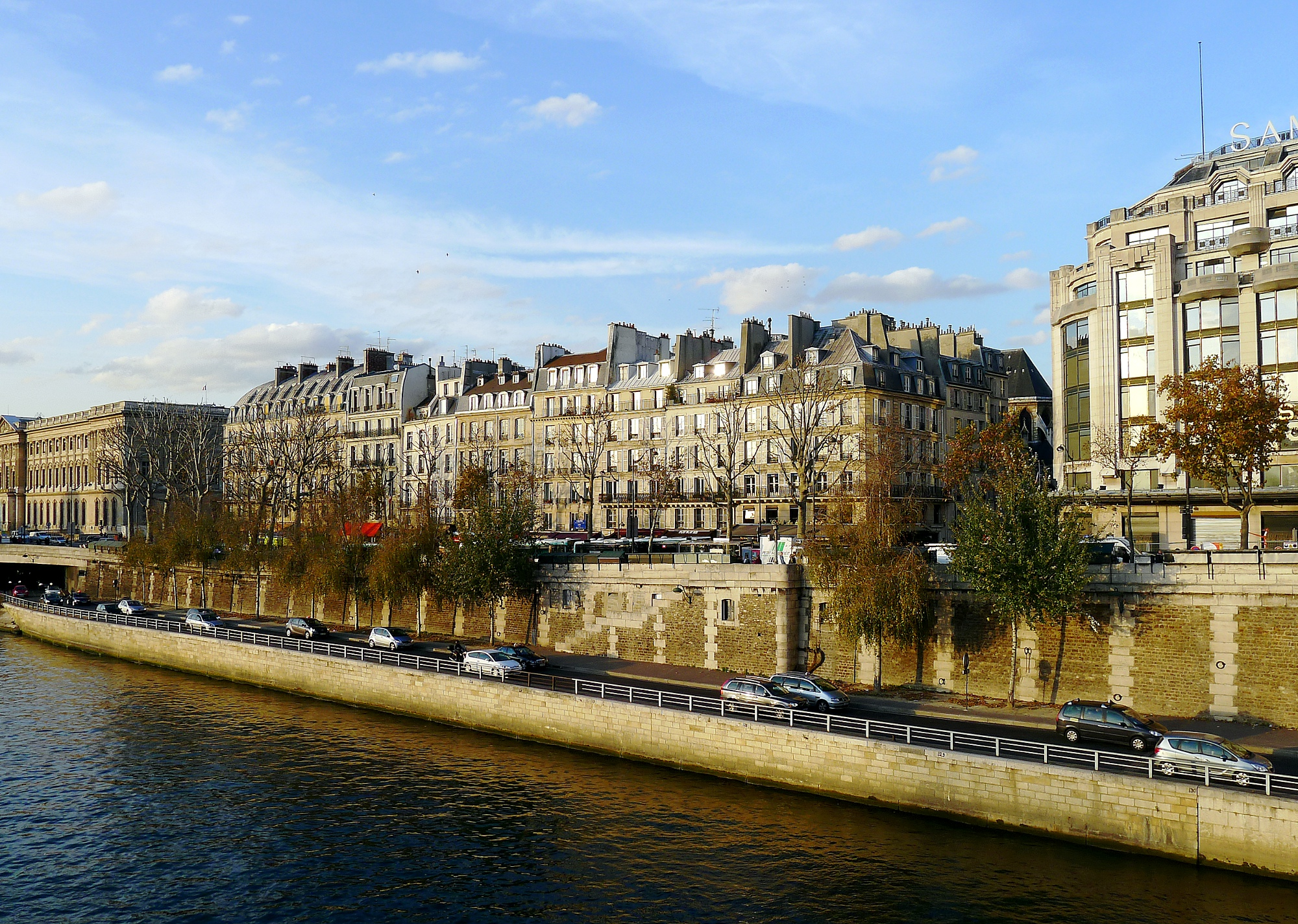
Le quai du Louvre avec, en contrebas, la voie Georges-Pompidou (2011).
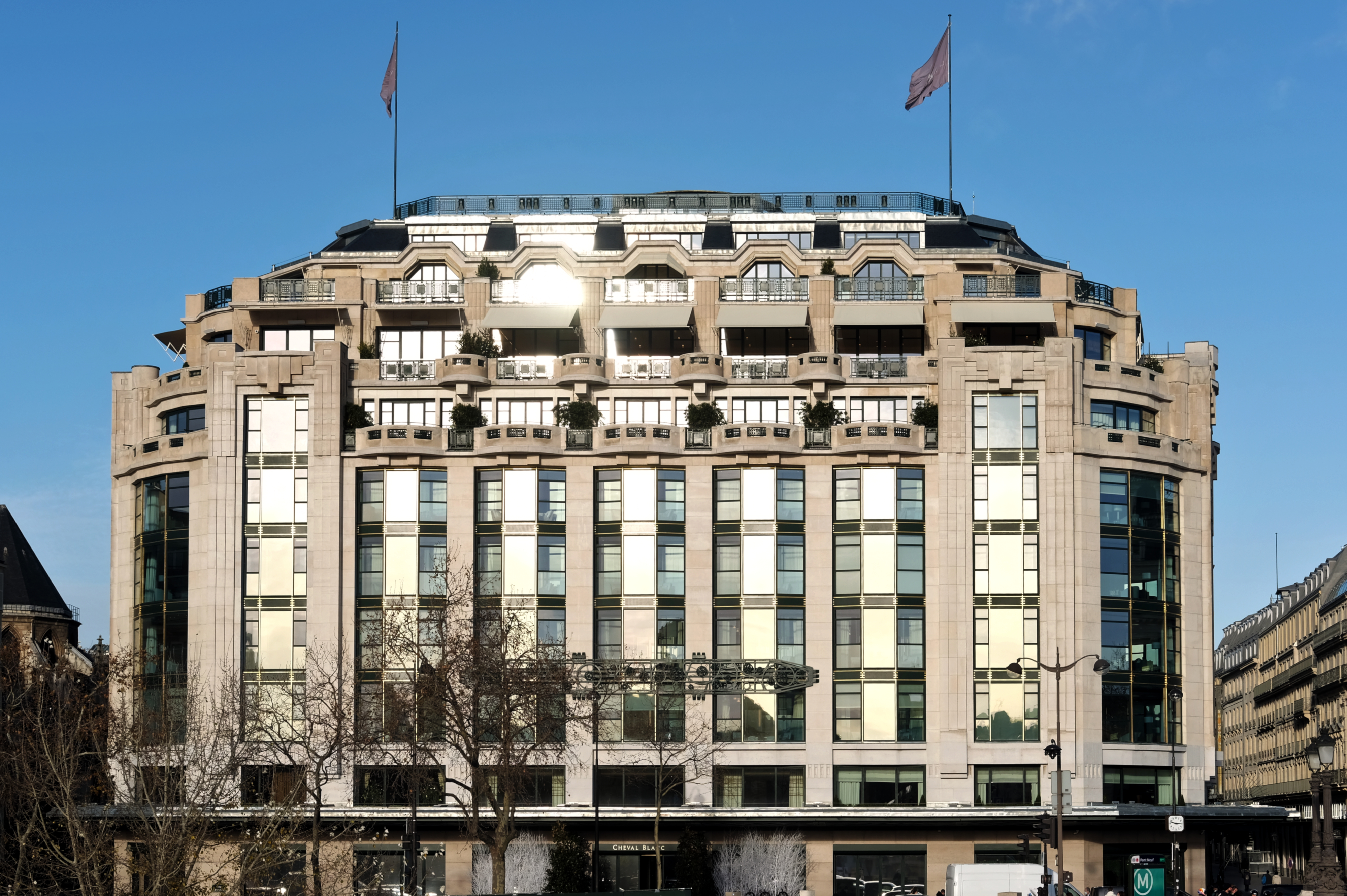
La Samaritaine en 2021.

## Origine du nom
Le quai est ainsi nommé du fait qu'il longe le palais du Louvre.

## Historique
En 1702, le « quai du Louvre », qui fait partie du quartier du Louvre, comporte 9 lanternes.
Pendant la Révolution française, c'est le « quai du Muséum, ».
En 1817, le quai du Louvre commence place et quai de l'École et finit au guichet Fromenteau et place d'Iéna. Il est situé dans l'ancien 4e arrondissement dans le quartier du Louvre.

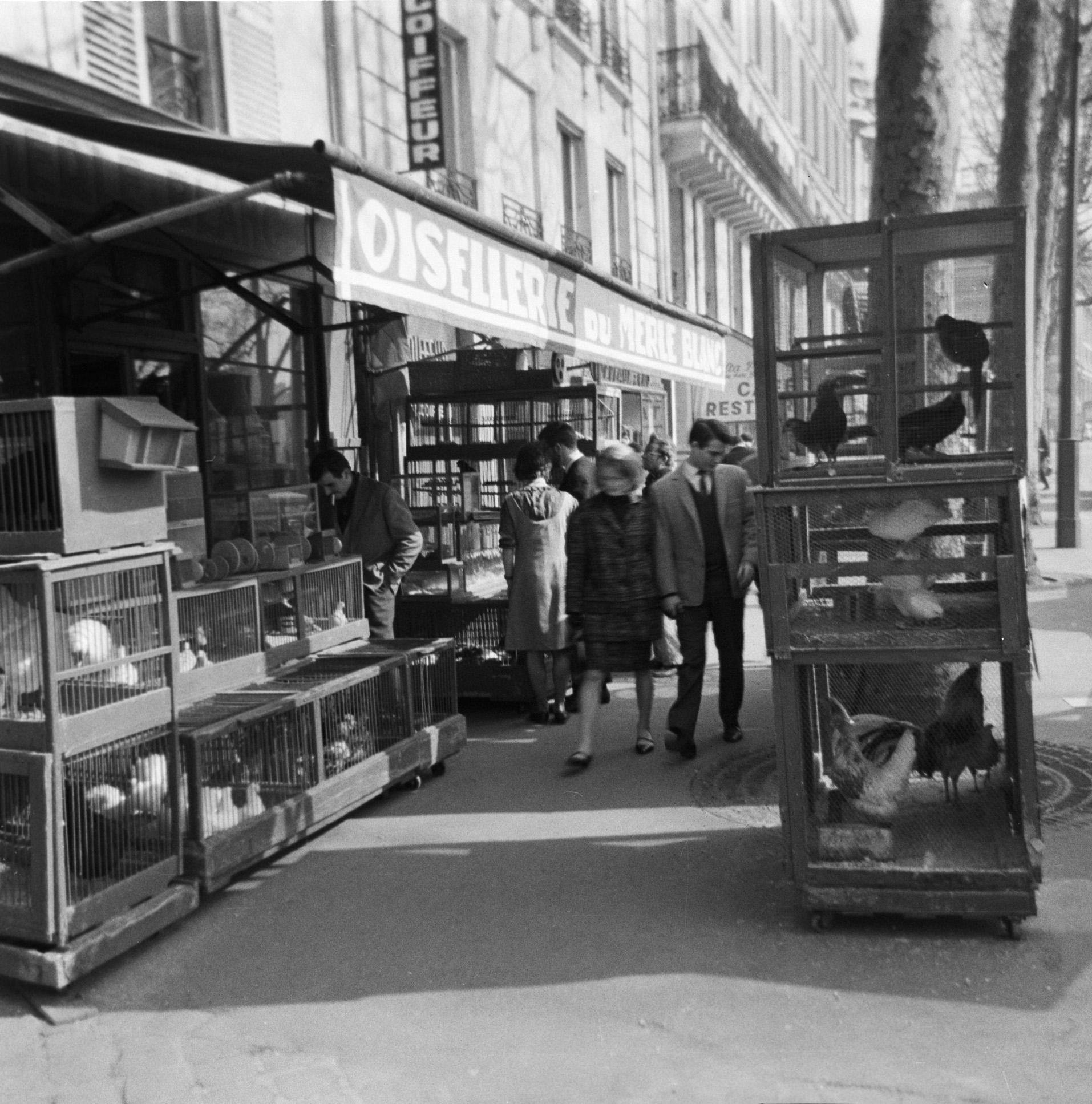
Le quai du Louvre en 1965.

En 1868, le quai du Louvre est formé par la réunion de trois quais :
- le quai de l'École entre le pont Neuf et la rue de l'Amiral-de-Coligny ;
- le quai de Bourbon entre la rue de l'Amiral-de-Coligny et la colonnade du Louvre ;
- le quai du Louvre entre la colonnade du Louvre et le pont du Carrousel.

En janvier 1964, le premier couloir de bus dédié est mis en service sur le quai du Louvre et le quai de la Mégisserie.
Une partie du quai du Louvre, située à l'ouest de la rue de l'Amiral-de-Coligny, est réunie en 2003 à une partie du quai des Tuileries pour former le quai François-Mitterrand, ce qui le réduit à une longueur inférieure à cent mètres. Cette partie correspond aux anciens quais de Bourbon et du Louvre d'avant 1868.

## Bâtiments remarquables et lieux de mémoire
- La Samaritaine.
- No 3 : quai de l'École se trouvait le café Le Parnasse, appartenant à François-Jérôme Charpentier[réf. nécessaire], père d'Antoinette Gabrielle Danton (1760-1793), première épouse de Danton.
- No 24 : Robert Delaunay, 1885-1941, peintre, s'y installe en novembre 1908[6].
- No 26 : le peintre algérien Abdelkader Guermaz vécut dans cet immeuble entre 1962 et 1996. Une plaque lui rend hommage.
- No 28 : en 1873 s'y trouvait le siège des libraires-éditeurs Charpentier et Cie[7].
- À son extrémité se trouve la place de l'École, vestige d'une place autrefois plus grande.

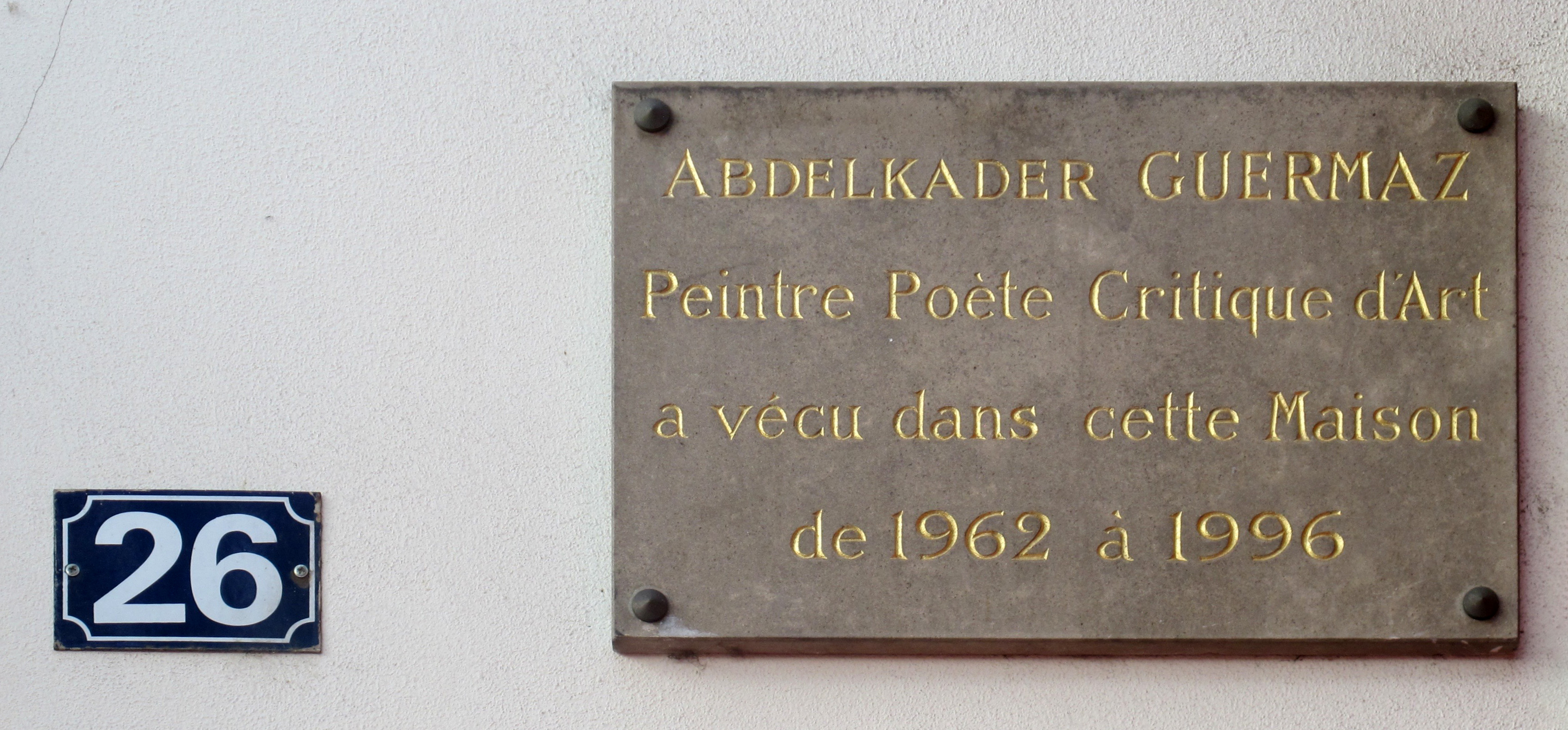
Plaque au no 26.

## Le quai du Louvre dans les arts

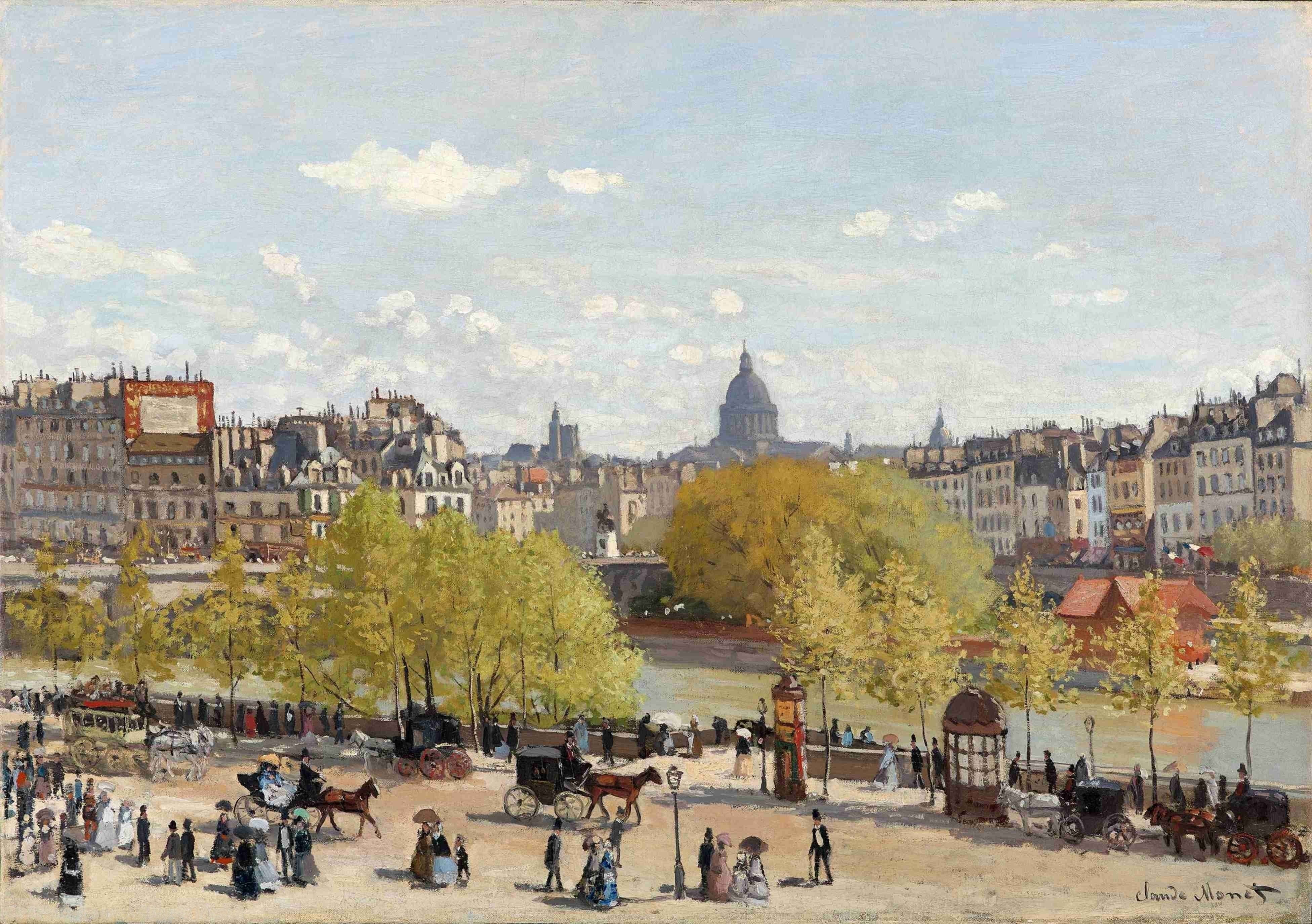
Claude Monet, Quai du Louvre (1867), Mauritshuis (La Haye).
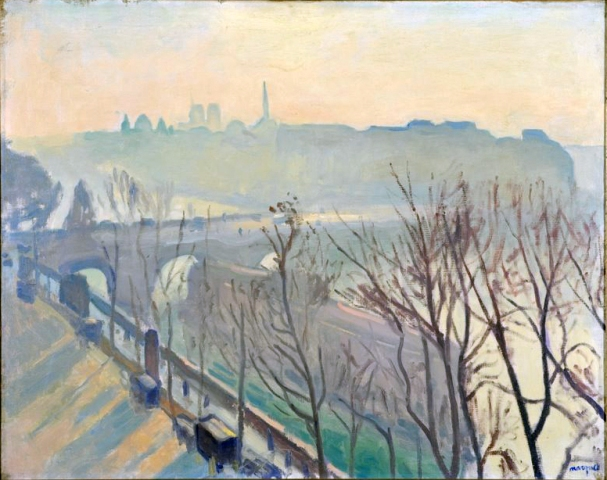
Albert Marquet, Vue de Paris, le quai du Louvre (1906), musée Faure (Aix-les-Bains).
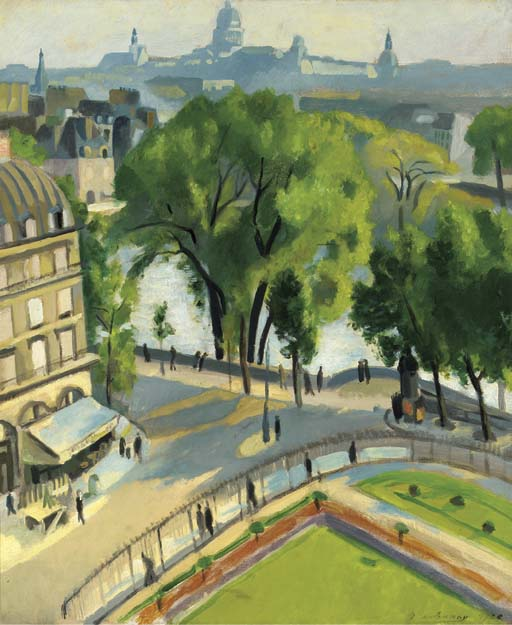
Attribué à Robert Delaunay, Le Quai du Louvre (1928), localisation inconnue.
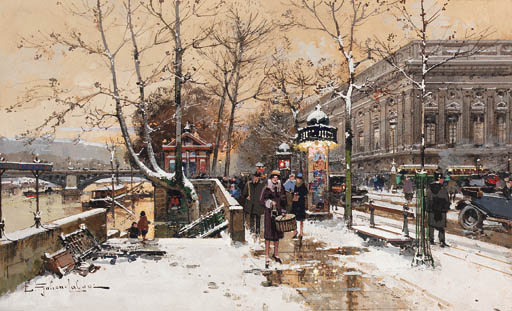
Attribué à Eugène Galien-Laloue, Le Quai du Louvre, localisation inconnue.

- Une scène du film La Mémoire dans la peau (2002), y est tournée.

## Pour approfondir